# Megara (glasbena skupina)
Megara (špansko: [meˈɣaɾa]) je španska rock skupina, ustanovljena v Madridu leta 2015.

## Zgodovina
Skupina je bila ustanovljena leta 2015 v Madridu. Ustanovila sta jo kitarist Rober in pevec Kenzy. Istega leta so izdali svoj prvenec EP Muérase quien pueda. Leta 2016 so izdali svoj prvi studijski album Siete.

### Benidorm Fest 2023
Leta 2023 je skupina sodelovala na Benidorm Fest 2023, španskem predizboru za Pesem Evrovizije 2023 s pesmijo »Arcadia«. Uvrstili so se v finale, kjer so končali na četrtem mestu.

### Pesem Evrovizije 2024
Leta 2024 je skupina sodelovala na Sanmarinskem nacionalnem izboru za Pesem Evrovizije 2024, Una Voce per San Marino 2024 s pesmijo »11:11«. Skladba je bila prvotno namenjena tekmovanju na festivalu Benidorm Fest 2024, vendar jih španska televizijska hiša RTVE ni izbrala. Zaradi skladnosti s Sanmarinskimi predpisi so bili dodani verzi v italijanskem jeziku. Na izboru so zmagali in postali predstavniki San Marina na Pesmi Evrovizije 2024. Nastopilo so v drugem polfinalu tega tekmovanja in se niso uvrstili v finale. Zasedli so 14. mesto s 16 točkami.

## Diskografija

### Studijski albumi
| Naslov                   | Podrobnosti                                                                                                   |
| ------------------------ | --- |
| Siete                    | - Objavljeno: 23. maja 2016 - Založba: On Fire Records / JBC Music - Formati: digitalni prenos, pretakanje    |
| Aquí todos estamos locos | - Objavljeno: 15. januara 2018 - Založba: On Fire Records / JBC Music - Formati: digitalni prenos, pretakanje |
| Truco o trato            | - Objavljeno: 28. oktobra 2022 - Založba: On Fire Records / JBC Music - Formati: digitalni prenos, pretakanje |

### EP
| Naslov                      | Podrobnosti                                                                                                 |
| --------------------------- | --- |
| Muérase quien pueda         | - Objavljeno: 1. julija 2015 - Založba: On Fire Records / JBC Music - Formati: digitalni prenos, pretakanje |
| Truco o trato (Capítulo I)  | - Objavljeno: 1. marca 2021 - Založba: On Fire Records / JBC Music - Formati: digitalni prenos, pretakanje  |
| Pink Side                   | - Objavljeno: 29. marca 2021 - Založba: On Fire Records / JBC Music - Formati: digitalni prenos, pretakanje |
| Truco o trato (Capítulo II) | - Objavljeno: 13. maja 2022 - Založba: On Fire Records / JBC Music - Formati: digitalni prenos, pretakanje  |

### Pesmi
| Naslov                  | Leto | Album / EP         |
| ----------------------- | ---- | ------------------ |
| »Truco o trato«         | 2020 | Truco o trato      |
| »Ni contigo ni sin ti«  | 2021 | Truco o trato      |
| »Náufrago«              | 2021 | Mester de Juglaría |
| »Medusa«                | 2022 | Truco o trato      |
| »Estanque de tormentas« | 2022 | Truco o trato      |
| »Hocus pocus«           | 2022 | Truco o trato      |
| »Arcadia«               | 2022 | Truco o trato      |
| »11:11«                 | 2024 | —                  |